# 信光院
信光院（しんこういん、安永8年（1779年） - 寛政12年4月21日（1800年5月14日））は第8代仙台藩主伊達斉村の側室で第10代仙台藩主伊達斉宗の生母。称は信。院号は信光院。父は江戸幕府幕臣で大所役人の喜多山美昭（藤蔵）。

## 経歴
懐妊中の寛政8年4月16日（1796年5月22日）に江戸で斉村正室の信證院が、同年7月27日(1796年8月29日)に国元で斉村が死去する。
同年9月15日（1796年10月15日）に江戸袖ヶ崎の仙台藩下屋敷にて後の斉宗となる徳三郎を産む。寛政12年4月21日（1800年5月14日）に死去。享年22。